# سامانه غیرخطی
در ریاضیات، سامانه غیرخطی (به انگلیسی: Nonlinear system) به سامانه‌ای گفته می‌شود که از اصل برهم‌نهی پیروی نکند یا به زبان دیگر، خروجی یا پاسخ آن متناسب با ورودی نباشد؛ در حالی که یک سامانه خطی این شرایط را برآورده می‌کند. به بیان دیگر، یک سامانه غیرخطی در جایی تعریف می‌شود که متغیر(ها) را نتوان به شکل ترکیبی خطی از اجزای مستقل نوشت. یک سامانه ناهمگن، که با وجود تابعی از متغیرهای مستقل خطی تلقی می‌شود، مطابق شرایط تعریف شده غیرخطی است، اما چنین سامانه‌ای معمولاً در کنار سامانه‌های خطی مطالعه می‌شود، زیرا که می‌توان آن‌ها را در یک سامانه خطی با چندین متغیر قرار داد.

## تعریف
در ریاضیات، تابع خطی {\displaystyle f(x)} در جایی تعریف می‌شود که هر دو شرایط ذیل را برآورده کند:
- جمع پذیری: {\displaystyle \textstyle f(x+y)\ =f(x)\ +f(y)}
- همگن بودن: {\displaystyle \textstyle f(\alpha x)\ =\alpha f(x)}

(جمع پذیری دلالت بر همگن بودن به ازای هر مقدار عدد گویا برای ضریب α، و برای توابع پیوسته، به ازای هر مقدار عدد حقیقی برای α دارد. به ازای یک عدد مختلط برای α، خاصیت همگنی از جمع پذیری پیروی نمی‌کند؛ به‌عنوان مثال، یک تابع ضد-خطی anti-linear map قابلیت جمع پذیری دارد ولی همگن نیست) شروط جمع پذیری و همگن بودن اغلب در قانون برهم نهی (superposition principle) یکی می‌شوند
{\displaystyle f(\alpha x+\beta y)=\alpha f(x)+\beta f(y)\,}
معادله {\displaystyle f(x)=C\,}
خطی است اگر {\displaystyle f(x)} یک نگاشت خطی باشد (چنانچه در بالا توضیح داده شد) وگر نه غیرخطی است؛ و اگر {\displaystyle C=0} معادله همگن خواهد بود.

## معادلات جبری غیر خطی
معادلات جبری غیر خطی، که معادلات چندجمله ای هم خوانده می‌شوند، با مساوی صفر قراردادن چندجمله‌ای تعیین می‌شوند. به‌عنوان مثال
{\displaystyle x^{2}+x-1=0\,.}
برای یک معادله چندجمله ای، الگوریتم ریشه یابی جهت حل معادله قابل استفاده می‌باشد. (برای مثال، مجموعه‌ای از مقادیر برای متغیرها که شرایط معادله را برآورده می‌کند). هرچند که، سامانه‌های معادلات جبری پیچیده هستند؛ مطالعه آنها انگیزه‌ایست برای هندسه جبری، که شاخه ای دشوار از ریاضیات مدرن می‌باشد.

## دستگاه‌های معادلات دیفرانسیل معمولی درجهٔ اول
پاره‌ای از سامانه‌های دینامیکی را با استفاده از تعدادی متناهی از معادلات دیفرانسیل معمولی متصل‌به‌هم از درجهٔ اول مدل می‌نمائیم. در حالت کلی، برای سامانه‌ای متشکل از {\displaystyle n\!}معادله متصل‌به‌هم داریم:
{\displaystyle {\dot {x}}_{1}=f_{1}(t,x_{1},\cdots ,x_{n},u_{1},\cdots ,u_{p})\!}
{\displaystyle {\dot {x}}_{2}=f_{2}(t,x_{1},\cdots ,x_{n},u_{1},\cdots ,u_{p})\!}
{\displaystyle \vdots \!}
{\displaystyle {\dot {x}}_{n}=f_{n}(t,x_{1},\cdots ,x_{n},u_{1},\cdots ,u_{p})\!}
که در اینجا، {\displaystyle {\dot {x}}_{i}\!} مشتق {\displaystyle {x}_{i}\!} را نسبت به زمان {\displaystyle t\!} نشان می‌دهد، و {\displaystyle u_{1},\cdots ,u_{p}\!} متغیرهای حاوی مقادیر ورودی به دستگاه معادلات است. متغیرهای {\displaystyle x_{1},x_{2},\cdots ,x_{n}\!} را متغیرهای حالت می‌نامیم، که در واقع، محتویات مربوط به حافظهٔ سامانه دینامیکی از گذشته را در درون خود دارند.

## مثال‌ها

### معادله آونگ
در حالت نوسانات با دامنه نسبتاً بلند، معادلهٔ غیر خطی حرکت پاندول (با استفاده از قانون دوم نیوتون) به صورت زیر به‌دست می‌آید:
{\displaystyle ml{\ddot {\theta }}=-mgsin\theta -kl{\dot {\theta }}\!}
که در این‌جا، {\displaystyle l\!} طول میلهٔ آونگ، {\displaystyle m\!} جرم قسمت سر آن، {\displaystyle \theta \!} زاویهٔ مابین میله نسبت به محور قائم، و {\displaystyle g\!} شتاب ثقل است.

## پانوشته‌ها
1. ↑  Finite
2. ↑  Coupled
3. ↑  State variables
4. ↑  Memory
5. ↑  Nonlinear Systems, p. 1